# Gmina Bela Crkva
Gmina Bela Crkva (serb. Opština Bela Crkva / Општина Бела Црква) – gmina w Serbii, w Wojwodinie, w okręgu południowobanackim. W 2018 roku liczyła 16 136 mieszkańców.